# Provincia di Orellana
La provincia di Orellana è una delle ventiquattro province dell'Ecuador, il capoluogo è la città di Puerto Francisco de Orellana.
La provincia è situata nella parte più orientale del paese, nel bacino del Rio delle Amazzoni. È stata costituita nel 1998 da uno scorporo di territorio dalla provincia del Napo. Il nome, così come quello del suo capoluogo, deriva dal conquistador ed esploratore spagnolo Francisco de Orellana, che, nel 1540, fu il primo a percorrere il Rio delle Amazzoni fino alla foce.
Le risorse principali della provincia sono il petrolio ed il legname.

## Cantoni
La provincia è suddivisa in quattro cantoni:
| # | Cantone               | Capoluogo                    |
| - | --------------------- | ---------------------------- |
| 1 | Aguarico              | Nuevo Rocafuerte             |
| 2 | Francisco de Orellana | Puerto Francisco de Orellana |
| 3 | Joya de los Sachas    | La Joya de los Sachas        |
| 4 | Loreto                | Loreto                       |